# Brug 1710
Brug 1710 is een bouwkundig kunstwerk in Amsterdam-Noord.
Het gebied had ook in de 20e eeuw nog lang een agrarische bestemming. Uitgerekte lange graslanden werden doorsneden door het Noordhollandsch Kanaal met daaraan af en toe een boerderij. In 1955 is er dan nog niets te zien in deze buurt behalve de volop draaiende Noorderbegraafplaats. Begin jaren zeventig moet ook hier het gebied het afleggen tegen de oprukkende bebouwing van gemeente Amsterdam. De Banne Buiksloot wordt deels volgebouwd en Amsterdam moet ook al rekening houden met de toekomstige Ringweg Noord, die even ten noorden van de begraafplaats wordt geprojecteerd.
Werkzaamheden voor deze brug begonnen rond 1973; er werd toen een noodbrug aangelegd. Het maakte toen deel uit van een uitgebreid pakket van kunstwerken in het kader van die aanleg. Over de Kerkersloot ook wel Christesloot een provisorische baileybrug neergelegd met oprit, overspanning en afrit. De ondersteuning van de overspanning bestond uit eenzelfde provisorische constructie. De watergang werd open gehouden door damwanden.
In 2022 ligt die brug er allang niet meer. Ze is vervangen door een betonnen plaatbrug met blauwe balustraden en vier dito lantarenpalen. De damwanden zijn ter plekke vervangen door baksteen constructies, gemetseld in betonnen ramen. Wanneer de brug gebouwd is, is onbekend.
<<< · 1701 · 1702 · 1703 · 1704 · 1705 · 1706 · 1707 · 1708 · 1709 ·  1710 · 1711 · 1714 · 1715 · 1716 · 1717 · 1718 · 1719 · 1720 · 1721 · 1722 · 1723 · 1725 · 1726 · 1727 · 1728 · 1729 · 1730 · 1731 · 1732 · 1733 · 1734 · 1735 · 1736 · 1737 · 1738 · 1739 · 1741 · 1742 · 1743 · 1745 · 1746 · 1747 · 1748 · 1749 · 1750 · 1751 · 1752 · 1753 · 1754 · 1755 · 1756 · 1757 · 1764 · 1765 · 1766 · 1767 · 1768 · 1769 · 1770 · 1771 · 1772 · 1773 · 1774 · 1775 · 1776 · 1777 · 1778 · 1779 ·  1780 · 1781 · 1782 · 1783 · 1784 · 1785 · 1786 · 1787 · 1788 · 1791 · 1792 · 1793 · 1794 · 1795 · 1796 · 1797 · 1798 · 1799 · >>>
Brugnummers brug 1712, 1713, 1724, 1740, 1744, 1758, 1759, 1760, 1761, 1762, 1763, 1789, 1790 zijn niet (meer) vergeven.